# Пітенко Віталій Петрович
Віта́лій Петро́вич Піте́нко — капітан Збройних сил України, учасник російсько-української війни.

## З життєпису
Станом на березень 2017 року — командир ремонтної роти бронетанкового озброєння та техніки ремонтно-відновлювального батальйону 36-ї бригади.

## Нагороди та вшанування
- Указом Президента України № 741/2019 від 10 жовтня 2019 року за «особисту мужність і самовіддані дії, виявлені у захисті державного суверенітету та територіальної цілісності України» орденом Богдана Хмельницького III ступеня[2]